# Замак Кодор
Замак Кодор (енгл. Cawdor Castle) се налази на око 20 km источно од Инвернеса, у источном средишту Шкотских висоравни. Овај замак је настао у XIV века као утврђена кула односно донжон око кога се касније развио данашњи замак са вртовима. Познат је по Шекспировој трагедији Магбет, чија је средишња личност истоимени тен Кодора. Данас је отворен за јавност током пролећа, лета и јесени, а у њему живи удовица 6. ерла и 24. тена Кодора.

## Прошлост
Зид, горњи спратови и масивна гвоздена капија дограђени су у периоду од 1454. до 1455. године. Челична капија је донесена из оближњег дворца Лохиндорб око 1455. године, када је шкотски државни савет наредио тену Кодора да размонтира Лохиндорб, након што је одузет ерлу од Марија. Стрелишта су дограђена у XVI и XVII веку.
Првог тена Кодора именовао је 1236. Александар II Шкотски (1214—1249). Трећег тена је убио сер Александер Рајт, из оближњег дворца Рајт. Клан Кембел је 1511. преузео контролу над утврђењем заробивши дванаестогодишњу наследницу, након чега су је удали за сина грофа од Аргајла. Кембелови су задржали дворац одупирући се лорду Лорету за време јакобитског устанка 1746.

## Вртови
Кодор је познат по своја три врта. Први је Воланд гарден, који је најстарији и настао је око 1600, а касније је постао башта за банкете. Флауер гарден је засађен стотињак година после и био је намењен за боравак у касно лето и јесен, а због разноврсних биљних врста интересантан је и у рано пролеће. Вајлд гарден је најмлађи од њих, а засађен је 1960.

## Легенде везане за замак
Према легенди једног дана је тен Кодора натоварио магарца златом и путовао са њим по селима, говорећи да где год магарац легне да се одмори, на том месту ће он подићи замак. Магарац је легао поред неког дрвета и тен је подигао замак око тог дрвета, за које се мисли да је био глог који је увенуо 1372.
Верује се да су два духа настањена у овом здању. Један је дух плаве даме у плавој сомотској хаљини, а за другог се верује да је Џон Кембел, први лорд од Кодора.